# إيميلي كابنيك
إيميلي كابنيك (بالإنجليزية: Emily Kapnek)‏ هي ممثلة ومؤدية صوت ومنتجة أمريكية ولدت في يوم 27 مارس 1972 حازت على جائزة إيمي 3 مرات، مثلت في مسلسل الرسوم المتحركة حكايات جنجر ومثلت أيضاً في مسلسل سوبورغاتوري في سنة 2014 ومسلسل غرباء في أمريكا في سنة 2007 ومثلت في مسلسلات أخرى.

## روابط خارجية
- إيميلي كابنيك على موقع IMDb (الإنجليزية)
- إيميلي كابنيك على موقع ألو سيني (الفرنسية)
- إيميلي كابنيك على موقع أول موفي (الإنجليزية)
- إيميلي كابنيك على موقع قاعدة بيانات الفيلم (الإنجليزية)
- إيميلي كابنيك على موقع كينوبويسك (الروسية)